# محصول دائم

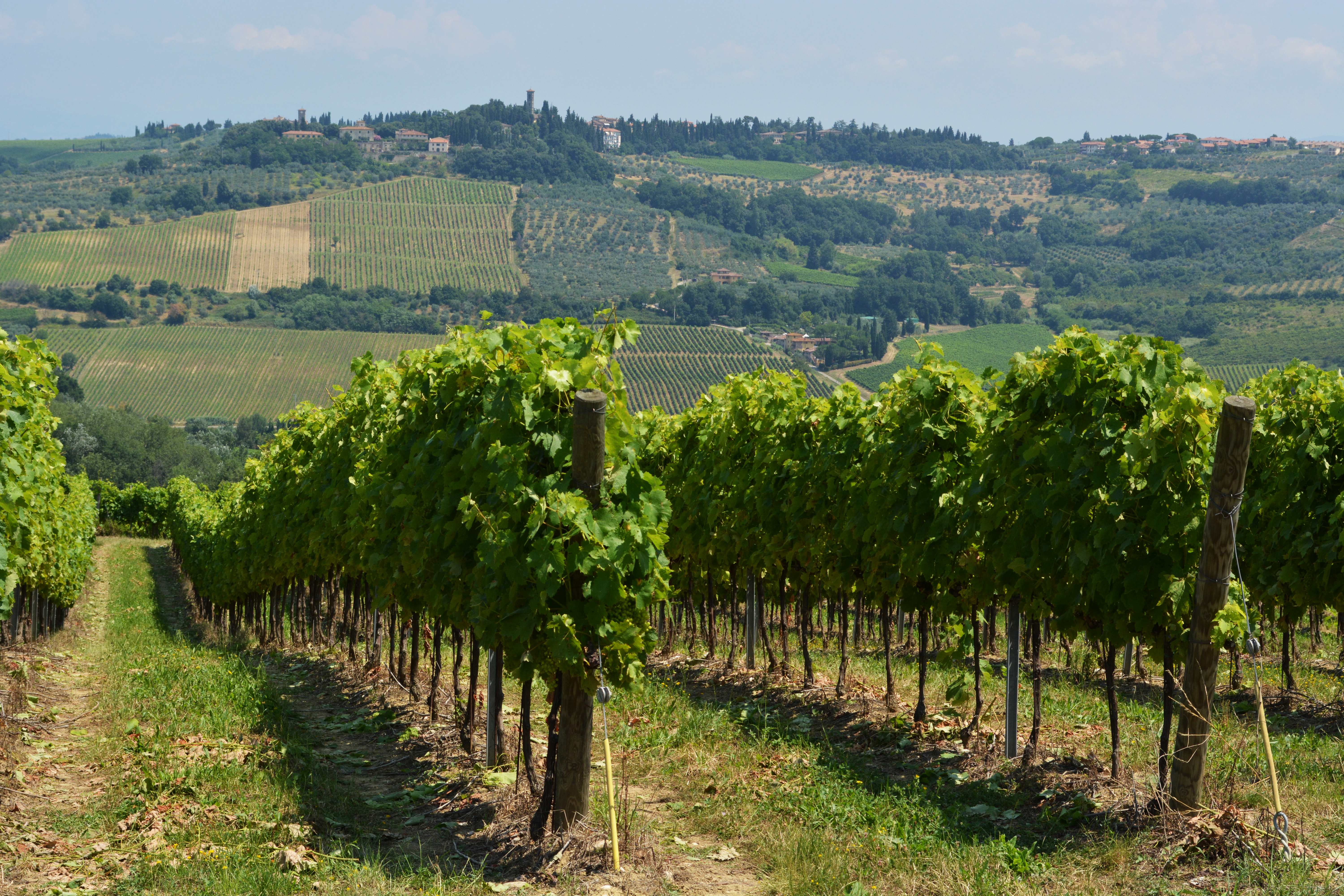

يُنتج المحصول الدائم من النباتات التي تستمر لعدة مواسم، بدلاً من إعادة زراعتها بعد كل حصاد.
تقليدياً، تضمنت «الأراضي الصالحة للزراعة» أي أرض مناسبة لزراعة المحاصيل، حتى لو كانت تُستخدم بالفعل لإنتاج محاصيل دائمة مثل العنب أو الخوخ. تفضل الزراعة الحديثة — ولا سيما منظمات مثل وكالة المخابرات المركزية ومنظمة الأغذية والزراعة — مصطلح أرض زراعية دائمة لوصف «الأرض القابلة للزراعة» التي لا تستخدم للمحاصيل التي يتم حصادها سنويًا مثل الحبوب الأساسية. في مثل هذا الاستخدام، تعد الأراضي الزراعية الدائمة شكلاً من أشكال «الأراضي الزراعية» التي تشمل المراعي والأشجار المستخدمة لزراعة الكروم أو البن؛ البساتين المستخدمة لزراعة الفاكهة أو الزيتون؛ والمزارع الحرجية المستخدمة في زراعة المكسرات أو المطاط. ولا تشمل مزارع الأشجار المخصصة لاستخدامها في الأخشاب.